# La Pernelle

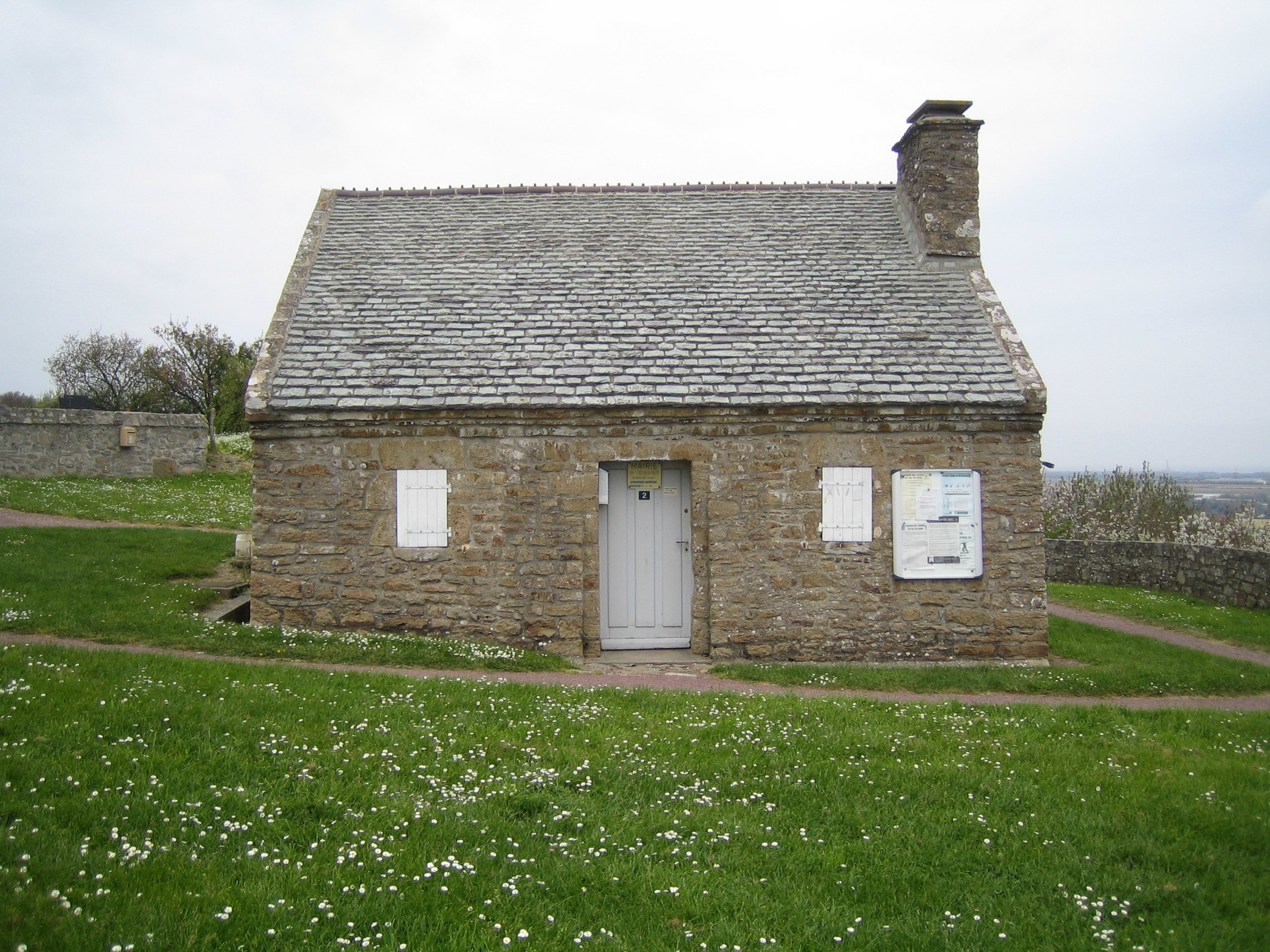
Il Municipio del comune

La Pernelle è un comune francese di 252 abitanti situato nel dipartimento della Manica nella regione della Normandia.

## Società

### Evoluzione demografica
Abitanti censiti